# Amersfoort (Zuid-Afrika)
Amersfoort is een dorp met 12.500 inwoners, in de Zuid-Afrikaanse provincie Mpumalanga.
De stad werd gebouwd in 1888 rond een in 1876 gebouwde kerk. Het stadje ligt 1664 meter boven zeeniveau. Het gebied werd voor het eerst bebouwd toen in 1876 twee boeren uit het gebied land aan de kerk doneerden waar ds. Frans Lion Cachet besloot een Nederlandse Hervormde kerk te bouwen. Het nieuwe dorp werd genoemd naar de thuisstad (Amersfoort in Nederland) van de Nederlandse boeren. Toen het gebied te klein werd voor de snel groeiende nederzetting kocht men meer land van de oorspronkelijke donateurs. In 1888 werd het nieuwe Amersfoort een town. De brug over de rivier de Vaal werd gebouwd in 1896 en is een nationaal monument.
De subplaats (sub place) Ezamokuhle draagt voor een groot deel bij aan de economie van Amersfoort.

## Subplaatsen
Het nationaal instituut voor de statistiek, Stats SA, deelt sinds de census 2011 deze hoofdplaats in in 2 zogenaamde subplaatsen (sub place):
Amersfoort SP • Ezamokuhle.